# Pontirolo Capredoni
Pontirolo Capredoni, già comune autonomo fino al 1867, è una frazione del comune italiano di Piadena Drizzona, in provincia di Cremona. 
Nota in origine come Pontirolo, assunse il nome attuale nel 1862